# Manoir de Maart
Le manoir de Maart (en allemand Gutshaus Maart, en estonien Maardu mõis) est un manoir d'architecture classique situé en Estonie à Maardu.

## Historique

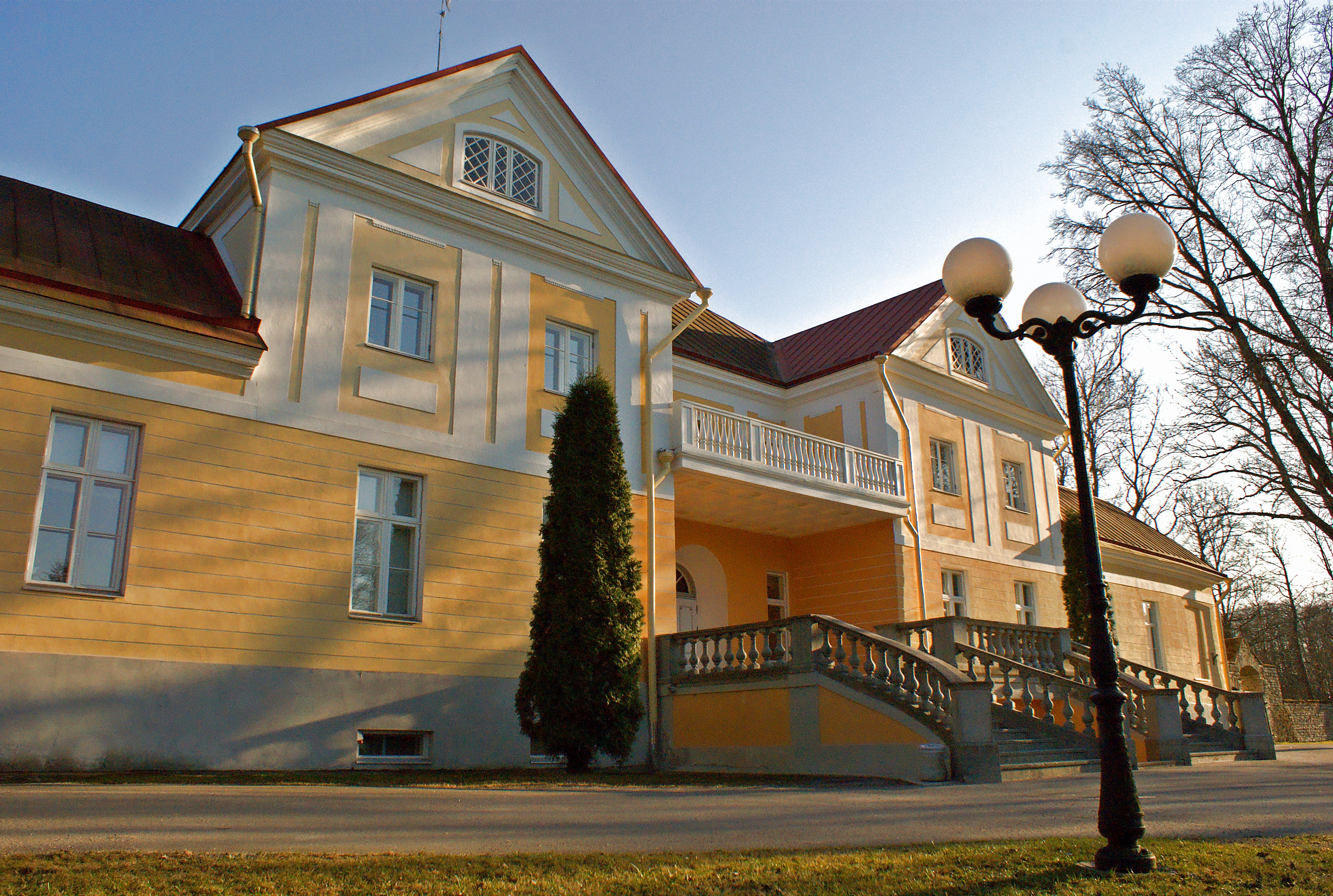
Vue du manoir

Le domaine a été fondé en 1397. Il appartient en 1529 siècle à la famille von Taube, puis en 1647 au maréchal Lennart Torstensson et de 1663 au début du XVIIIe siècle à la famille von Fersen, ensuite à la famille von Bohn et à partir de 1747 à la famille von Brevern qui en est expropriée par les lois foncières de la nouvelle république estonienne, en 1919. Son dernier propriétaire est alors Egmond von Brevern. Le manoir devient une école, jusqu'en 1956 et en plus du temps de la république socialiste soviétique d'Estonie le siège du kolkhoze local, Kostivere.
Le manoir a été bâti en 1663 par Jakob Staël von Holstein pour le gouverneur de Riga et de la Livonie suédoise, Fabian von Fersen. Il a la particularité de présenter deux frontons sur la façade du corps de logis auquel on accède par un double escalier. Le manoir a été rallongé au XIXe siècle. Il a été restauré en 1976-1979. Il est vendu en 1992 à une banque estonienne qui le restaure à nouveau et le loue pour des séminaires, des conférences et des réceptions.

## Source
- (et) Cet article est partiellement ou en totalité issu de l’article de Wikipédia en estonien intitulé « Maardu mõis » (voir la liste des auteurs).